# Ландер Юрій Самуїлович
Юрій Самуїлович Ландер (22 лютого 1944, Харків, УРСР) — український історик і статистик футболу. Член Асоціації спортивних журналістів України 

## Біографія
Народився у місті Харків, де й закінчив середню школу в 1961 році. В 1968 році закінчив Івановський енергетичний інститут.
З тринадцяти років закохався у футбольну історію та статистику. Серйозно статистикою став займатися 1967 року, відколи почав опрацьовувати всі газети, журнали, з яких можна було почерпнути інформацію. На початку 80-х років з'явилися його перші публікації на футбольну тематику в харківських міських та обласних виданнях. З 1982 працює в прес-службі «Металіста». 1984 року вийшов перший довідник тиражем 65 000 примірників.
Мешкає в Харкові. 
Одружений. Дружина - Ландер Валентина Іванівна, яка постійно бере участь у підготовці футбольної літератури. Від шлюбу подружжя Ландер має двох дітей. 
Відомий за роботами по історії та статистиці українського футболу. Систематизував змагання українських команд усіх ліг українського чемпіонату. Автор відомих статистичних щорічників на весь футбольний світ «Федерация футбола СРСР» та «Футбол в Украине».
Підтримує стосунки з багатьма відомими статистиками футболу України, Росії, СНД та зарубіжних країн. Його статистичні праці з українського футболу є офіційно визнаними в багатьох країнах світу.

## Нагороди
- Відзнака АСЖУ — «Золотий фонд спортивної журналістики України»: 2005 рік.

## Авторські праці

### щорічники
- «Футбол: Україна і світ». Харків. (рос.)
- «Федерация футбола СРСР».  Харків. (рос.)
- «Футбол в Украине» (21 видання). Харків. 1992-2012 роки. (рос.)

### довідники
- «Збірна СРСР». Харків. 1991 рік. (рос.)
- «100 лет Европейского футбола». Харків. (рос.)
- «Металіст: 20 років в чемпіонатах незалежної України». Харків. 2012 рік. ISBN 978-966-202-893-5 (рос.)